# Aulis Kallakorpi
Aulis Arnold Kallakorpi (* 1. Januar 1929 in Kuusankoski; † 15. Mai 2005 in Mikkeli) war ein finnischer Skispringer. Er sprang für den Verein seiner Geburtsstadt, den Kuusankosken Urheiluseura.
Kallakorpi gehörte neben Matti Pietikäinen, Hemmo Silvennoinen und Eino Kirjonen der finnischen „Wundermannschaft“ an, die im Winter 1954/55 die dritte Ausgabe der Vierschanzentournee dominierte. Unter Trainer Lasse Johansson hatten sie einen neuartigen Sprungstil eingeübt und sprangen nicht mehr wie beim Rest des Feldes üblich mit herausgestreckten, sondern mit am Körper anliegenden Armen. In Oberstdorf gewann Kallakorpi vor Silvennoinen und Kirjonen. Auch beim Neujahrsspringen in Garmisch-Partenkirchen gewann er. In der Tourneegesamtwertung blieb ihm jedoch nur der dritte Rang hinter Silvennoinen und Kirjonen. Ein Jahr später teilte er sich dann nochmal mit Kirjonen den Tagessieg beim Auftakt in Oberstdorf.
Bei den Olympischen Winterspielen 1956 in Cortina d’Ampezzo gewann er die Silbermedaille hinter Antti Hyvärinen.